# Wolfgang Ginzel
Wolfgang Ginzel (1. listopadu 1933 Liberec – 14. února 2004 tamtéž) byl český horolezec a fotograf přírody německé národnosti.

## Život a kariéra
Narodil se v devítičlenné německé rodině technika textilních strojů Gustava Ginzela staršího. Jedním z jeho bratrů byl Gustav Ginzel mladší. Díky otcově profesní specializaci nebyla rodina po skončení 2. světové války odsunuta a zůstala v Československu.
Wolfgang se svými bratry Gustavem, Hansem a Adolfem od 50. let 20. století slézali skály Jizerských hor a Lužických hor a otevřeli v nich řadu nových horolezeckých cest, například v Horní skály a Krkavčí skály u Horního Sedla.
Fotografie Wolfganga Ginzel zachycují přírodní krásy Krkonoš a Jizerských hor, vyšly v několika ilustrovaných knihách a horských kalendářích.
Wolgfang bydlel se svým bratrem Gustavem v osadě Jizerka v Jizerských horách, kde obýval velkou horskou boudu- roubenku nazývanou Misthaus (Hnojový dům). Ubytovávali tam rovněž turisty, což se stalo osudným. Jeden z turistů svou nedbalostí založil 24. srpna 1995 požár, při němž značná část domu vyhořela. Wolfgang se ujal rekonstrukce a převzal také koordinaci charitativních akcí. V důsledku postupující nemoci svého bratra, který se odstěhoval k sestře do Allgau, převzal Wolfgang v posledních letech i správu přestavěného domu.
Ginzel až do konce svého života aktivně lezl po skalách a ve věku 70 let nečekaně zemřel na infarkt.